# Hita (Ōita)
Pour les articles homonymes, voir Hita.
Hita (日田市, Hita-shi) est une ville de la préfecture d'Ōita, au Japon. Elle est un centre agricole et industriel qui produit principalement du bois, des meubles et la poterie. Ses attractions et la beauté du paysage en font également une destination touristique populaire.

## Géographie

### Situation

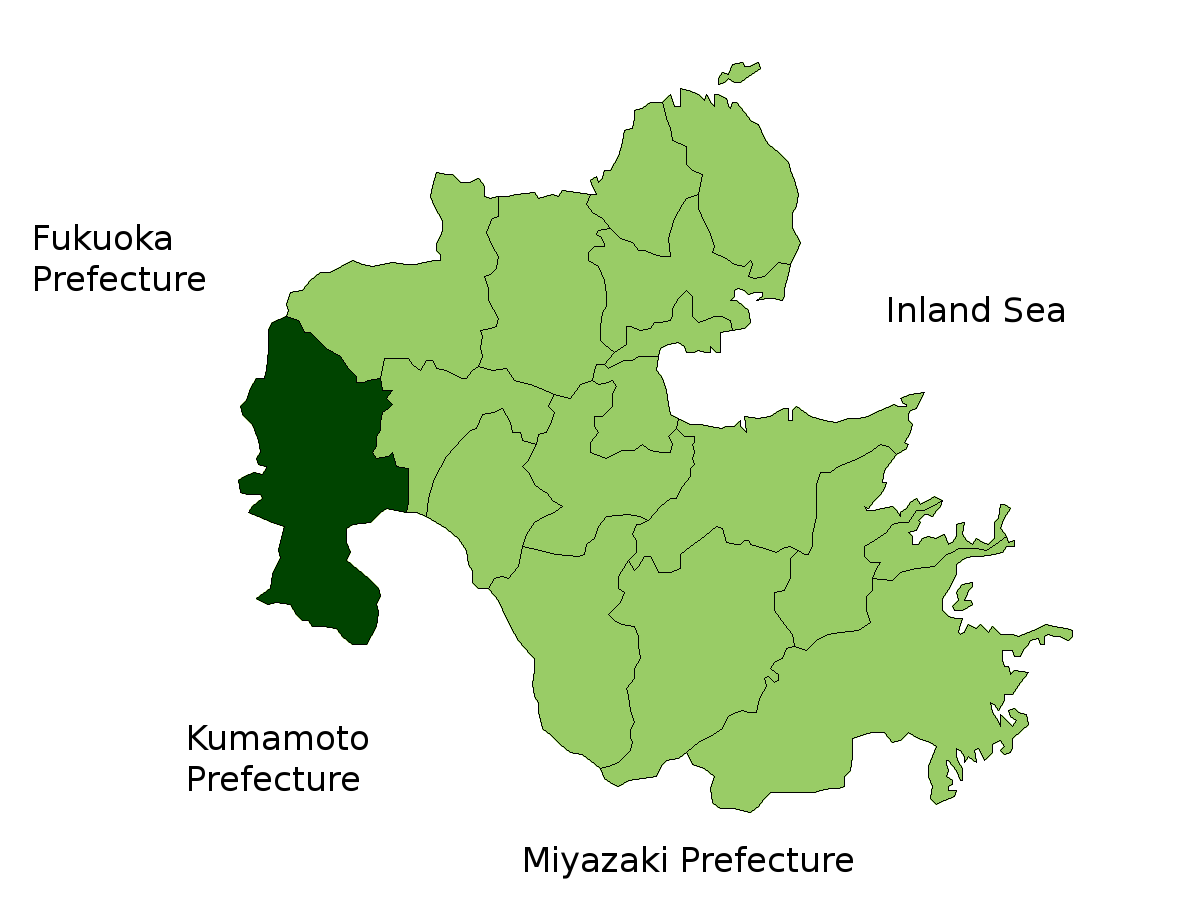
Hita, la préfecture d'Oita.

Hita est située à l'extrême ouest de la préfecture d'Ōita ; les frontières des préfectures voisines sont la préfecture de Fukuoka et la préfecture de Kumamoto. Les villes à proximité sont Kurume à l'ouest, Nakatsu, au nord, et Kusu à l'est. Hita elle-même s'étend sur une plaine à la confluence de plusieurs rivières de ce pays, devenant finalement la rivière Chikugo. Le paysage environnant est montagneuse, typique de la préfecture d'Ōita.

### Municipalités limitrophes
| Asakura      | Tōhō, Soeda  | Nakatsu            |
| Ukiha        | Hita         | Kusu               |
| Yame, Yamaga | Kikuchi, Aso | Oguni, Minamioguni |

### Démographie
En mars 2021, la population de Hita s'élevait à 62 958 habitants, répartis sur une superficie de 666,03 km2.

## Histoire
La ville moderne de Hita a été fondée le 11 décembre 1940. Le 22 mars 2005, les bourgs d'Amagase et Ōyama, et les villages de Kamitsue, Maetsue et Nakatsue, tous du district de Hita, ont été fusionnées à la ville de Hita.

## Transports
Hita est desservie par la ligne principale Kyūdai de la JR Kyushu. La gare de Hita est la principale gare de la ville.

## Personnalités liées à la ville
- Hako Yamasaki, principalement auteure-compositrice-interprète, y est née en 1957.
- Hajime Isayama, mangaka connu pour son œuvre L'Attaque des Titans, y est né en 1986.